# السفارة السعودية في الصومال
سفارة المملكة العربية السعودية لدى الصومال، هي بعثة دبلوماسية سعودية تقع في العاصمة مقديشو ويترأس البعثة سفير خادم الحرمين الشريفين أحمد المولد.